# Восточногерцеговинский диалект

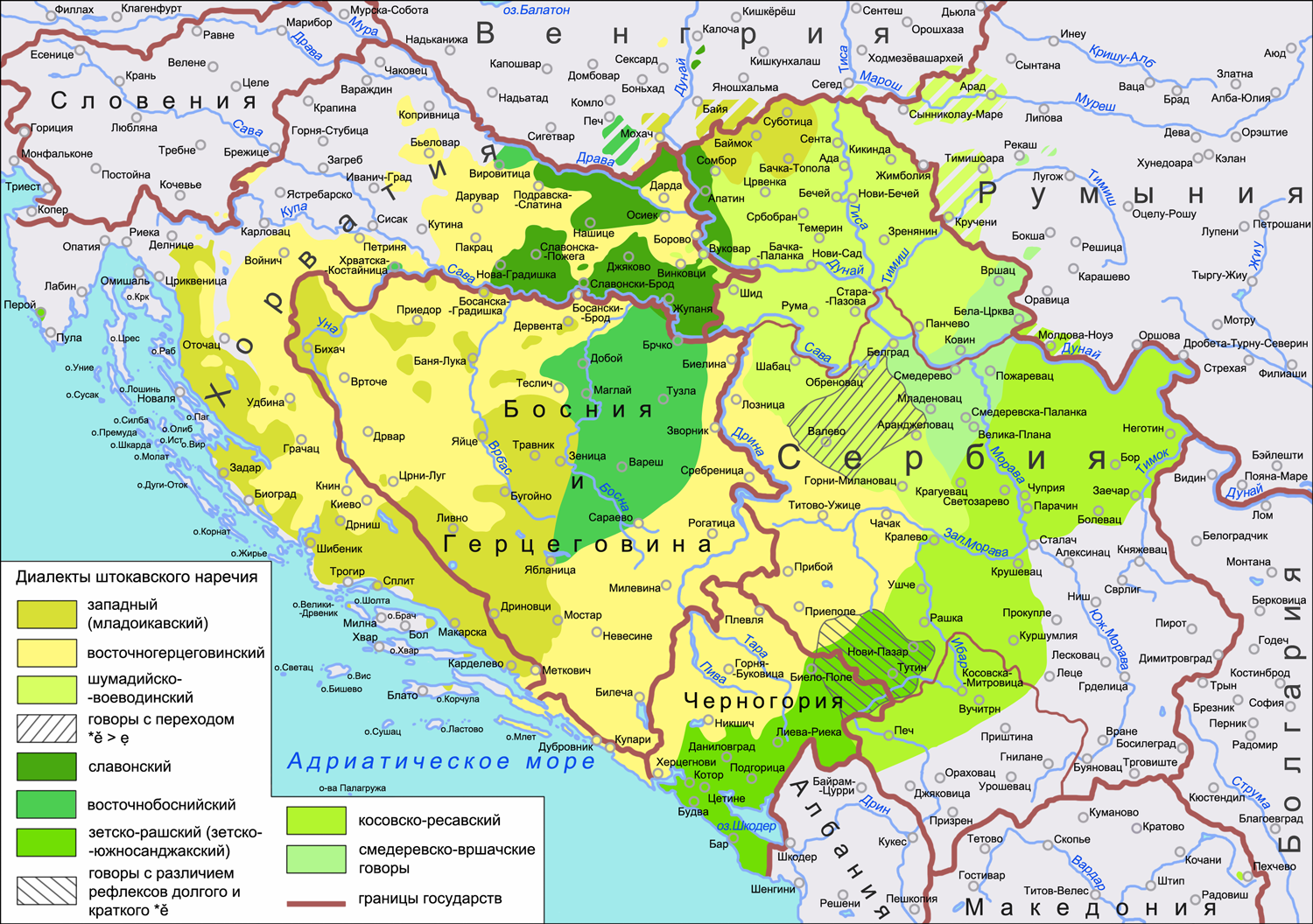
Восточногерцеговинский диалект на карте штокавского наречия

Восточногерцегови́нский диале́кт (также восточногерцеговинская группа говоров, восточногерцеговинско-краинский диалект, новоштокавский иекавкий диалект; хорв. istočnohercegovački dijalekt, istočnohercegovačko-krajiški dijalekt, novoštokavski jekavski dijalekt, серб. источнохерцеговачки дијалекат, источнохерцеговачко-крајишки дијалекат,  босн. istočnohercegovački dijalekat, istočnohercegovačko-krajiški dijalekat) — один из трёх новоштокавских диалектов сербохорватского языкового континуума наряду с младоикавским (западным, западногерцеговинско-приморским) и шумадийско-воеводинским. Распространён в центральных, восточных и южных районах Хорватии, в северо-западных и юго-восточных районах Боснии и Герцеговины, в западных районах Сербии, в северо-западных районах Черногории, в Словении (в Белой Краине) и некоторых районах Венгрии. Наряду с шумадийско-воеводинским диалектом лёг в основу кодификации сербохорватского литературного языка (при этом на восточногерцеговинском диалекте основан западный, или хорватский, вариант литературной нормы с (и)екавским типом произношения).
Область распространения восточногерцеговинского диалекта образует два изолированных ареала — юго-восточный и северо-западный, которые разделены ареалами других штокавских диалектов. Юго-восточный (исконный) ареал представляет собой компактную и однородную область, северо-западный (переселенческий) — имеет сложно очерченные границы и большое число островных ареалов других диалектов на своей территории. Восточногерцеговинский диалект является наиболее распространённым штокавским диалектом по охвату ареала и числу носителей.
По произношению рефлекса праславянского *ě восточногерцеговинский диалект, как и восточнобоснийский и зетско-рашский (зетско-ловченский), является (и)екавским. По распространению сочетаний согласных на месте *stj и *zdj — является штакавским наряду с шумадийско-воеводинским, зетско-рашским (зетско-ловченским) и косовско-ресавским диалектами.
Среди носителей восточногерцеговинского диалекта представлены все основные этносы, для которых родными являются диалекты и языки сербохорватского ареала — боснийцы, сербы, хорваты и черногорцы.
К основным признакам восточногерцеговинского диалекта относят:
- новоштокавская система акцентуации, включающая четыре типа ударения; новоштокавский перенос ударения; перенос ударения на проклитику;
- наличие иекавского типа произношения;
- переход -ао > -o: dòšō «пришёл», в ряде говоров возможен переход -ао > -a;
- распространение согласных ś и ź.
- отсутствие фонем х и f.
- сохранение аориста и имперфекта и т. д.

В восточногерцеговинском ареале выделяют следующие группы говоров:
- восточногерцеговинские говоры;
- западночерногорские говоры;
- дубровницкие говоры;
- южнодалматинские говоры и другие.